# Бергер, Юлиус Виктор
Юлиус Виктор Бергер (нем. Julius Victor Berger;  20 июля 1850, Моравия — 17 ноября 1902, Вена) — австрийский художник.

## Биография

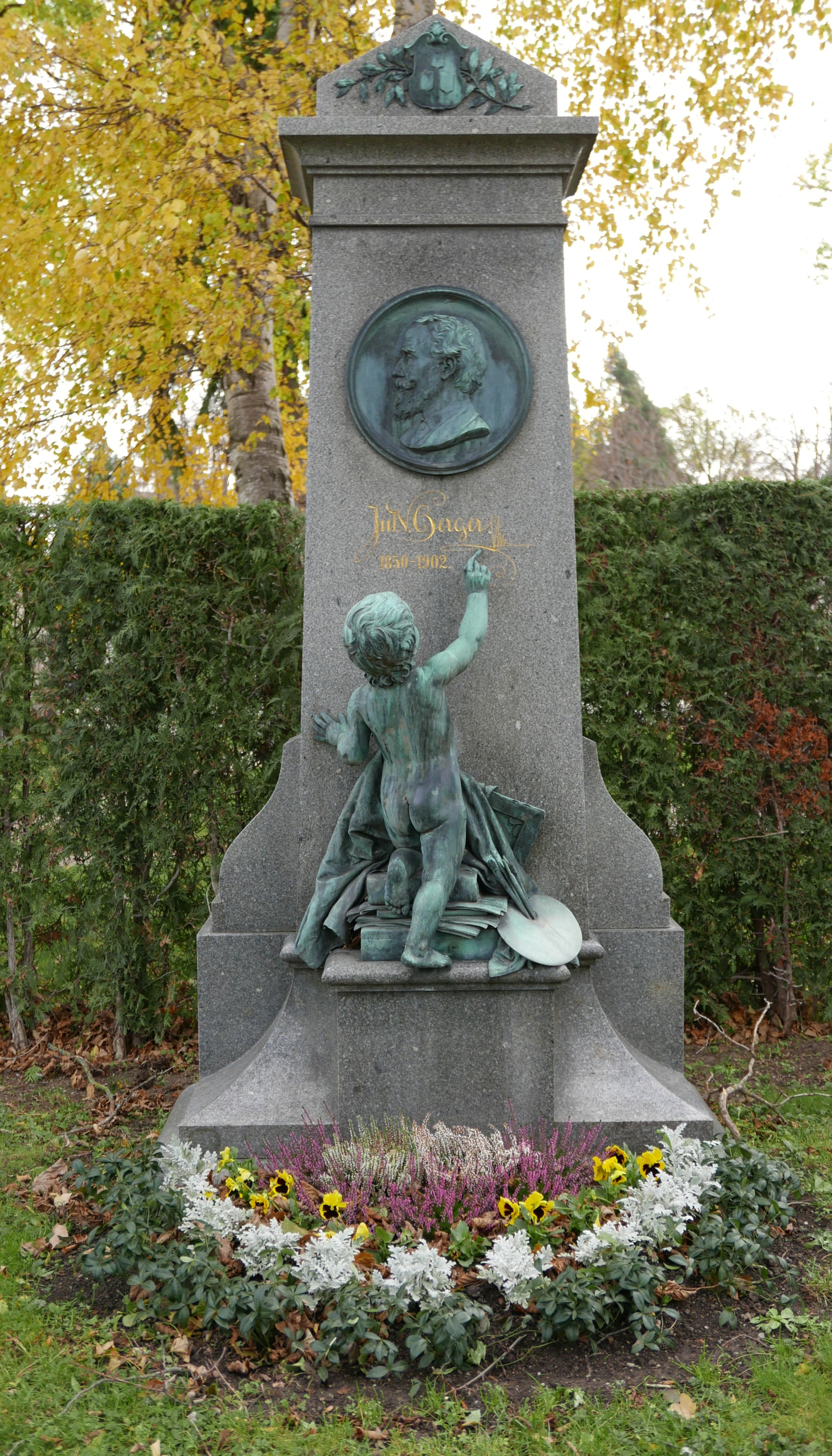
Надгробие Бергера на Венском центральном кладбище

Родился в 1850 году в австрийской Моравии в семье провинциального живописца, специализировавшегося на росписи церквей. В возрасте 14 лет (около 1864 года)  приехал в Вену, где поступил в Академию художеств. Окончил Академию с отличием в 1874 году, после чего получил образовательный грант на трёхлетнее проживание в Риме, где продолжал совершенствоваться в живописи и познакомился с памятниками старины.
После возвращения в Вену, Бергер снимал одну квартиру с коллегой-художником Эмилем Якобом Шиндлером и его молодой женой-певицей Анной-Софией Берген. Между Бергером и супругой Шиндлера завязался роман, от которого родилась дочь (отцом старшей дочери — Альмы Малер-Верфель, будущей супруги Малера и многих других, похоже являлся сам Шиндлер). 
В 1881 году Шиндлер разбогател и разъехался с Бергером, забрав супругу и обоих дочерей. Бергер в том же году получил должность профессора декоративной живописи в Венской школе прикладного искусства, так что его дела тоже пошли в гору. В 1887 году он стал профессором Венской академии художеств.
Бергер писал жанровые сцены, ориентальные сцены и портреты. Он также создал роспись потолка в XIX зале Музея истории искусств в Вене.
Юлиус Бергер скончался в 1902 году в Вене и был похоронен на Венском центральном кладбище под оригинальным надгробием с пишущим мальчиком.

## Галерея

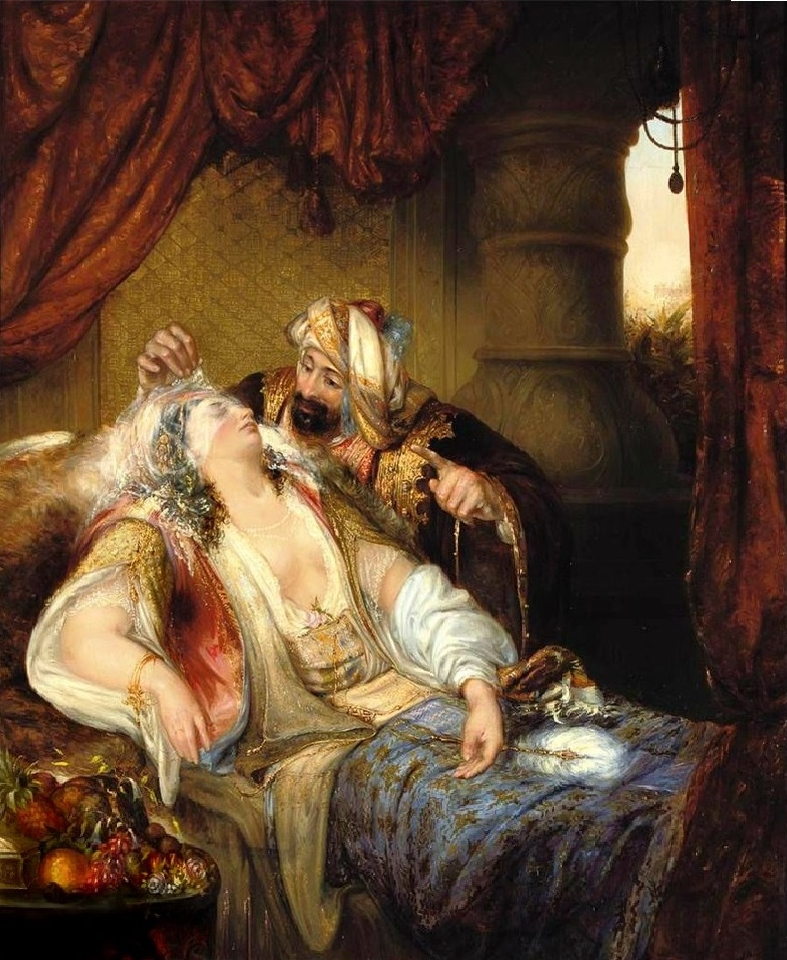
Визит в гарем
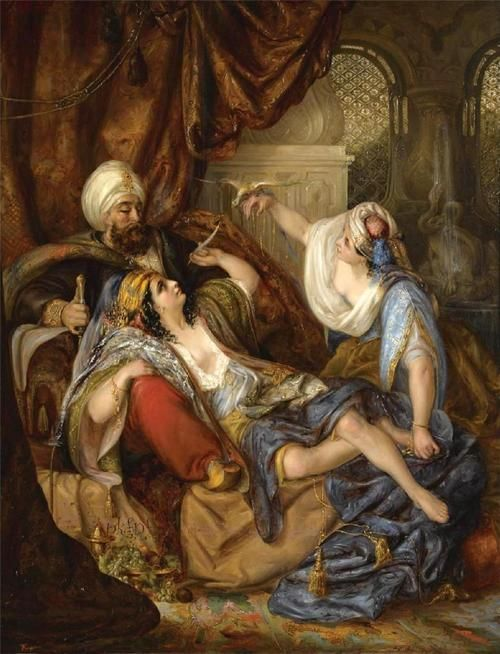
Сцена в гареме
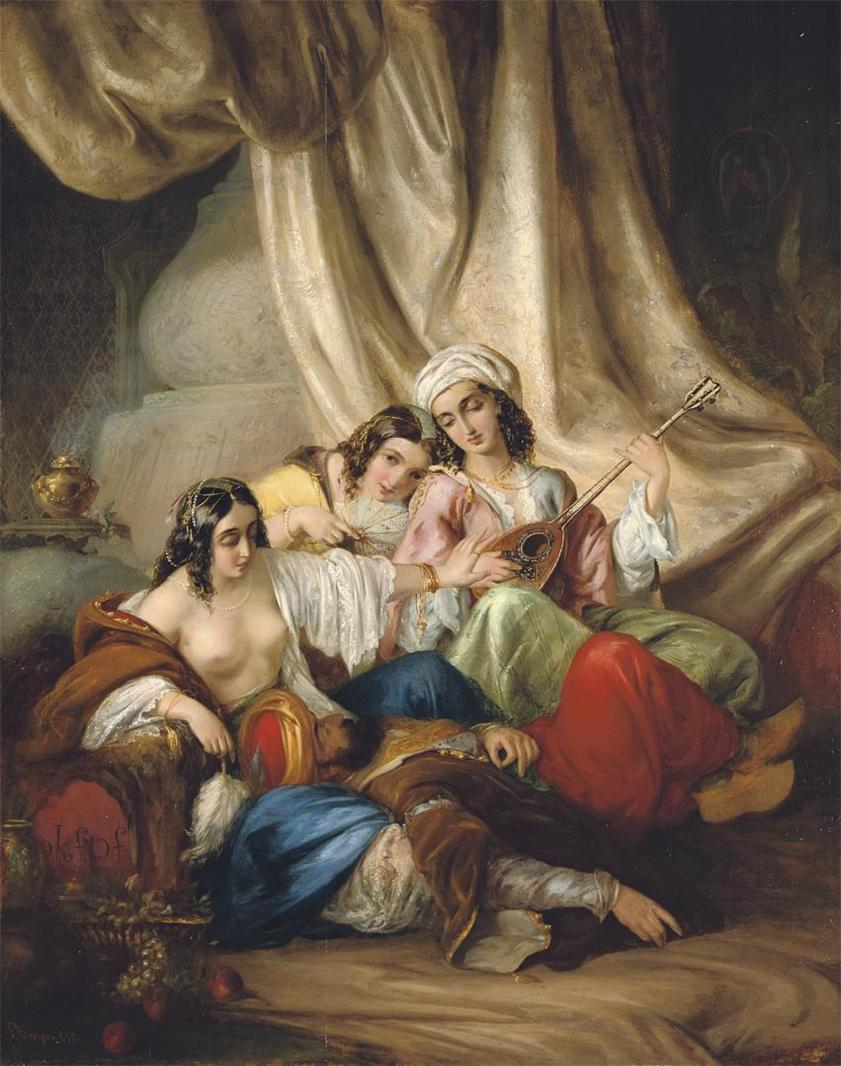
Музицирование в гареме
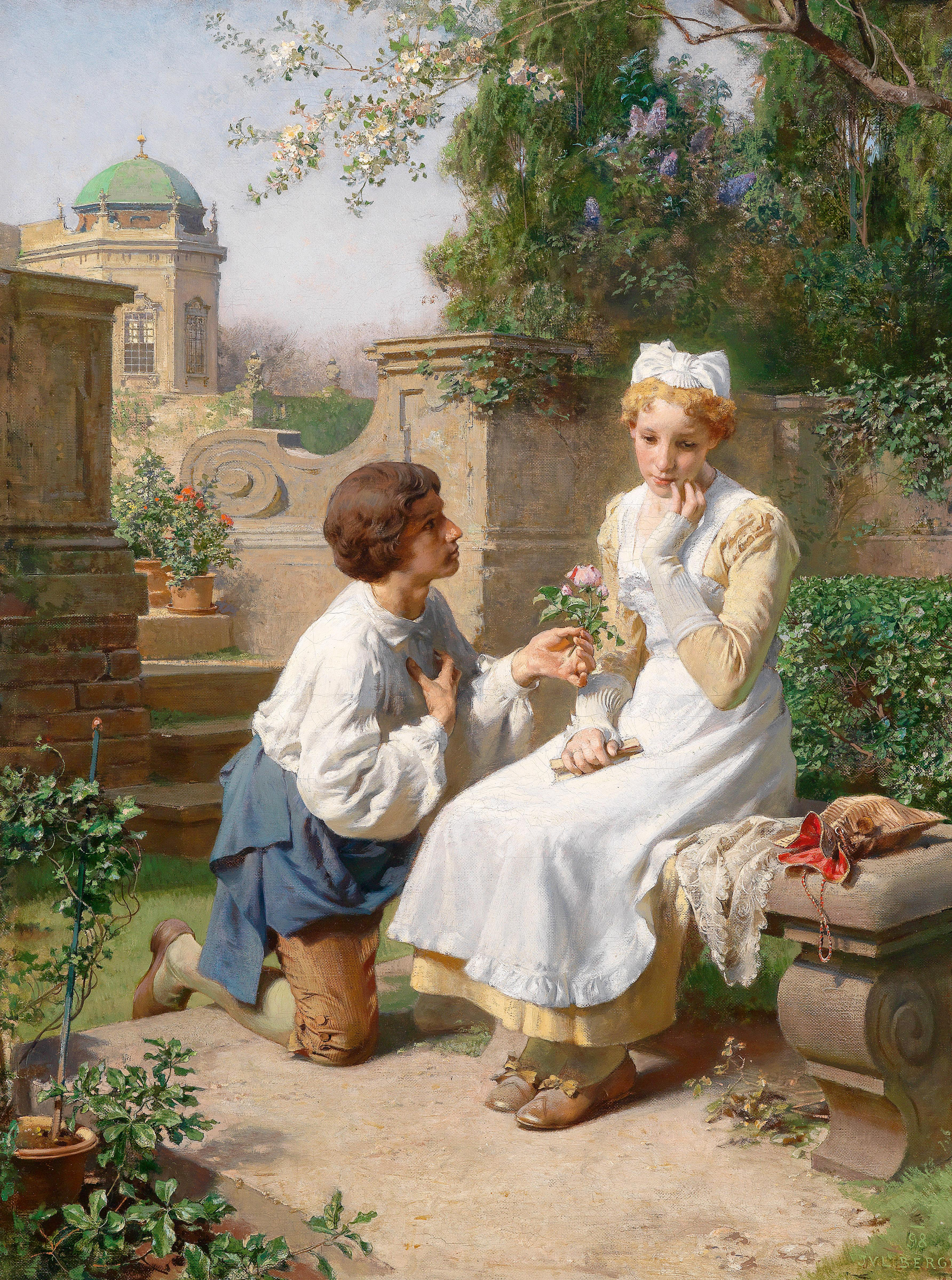
Романтическая сцена в саду Бельведер
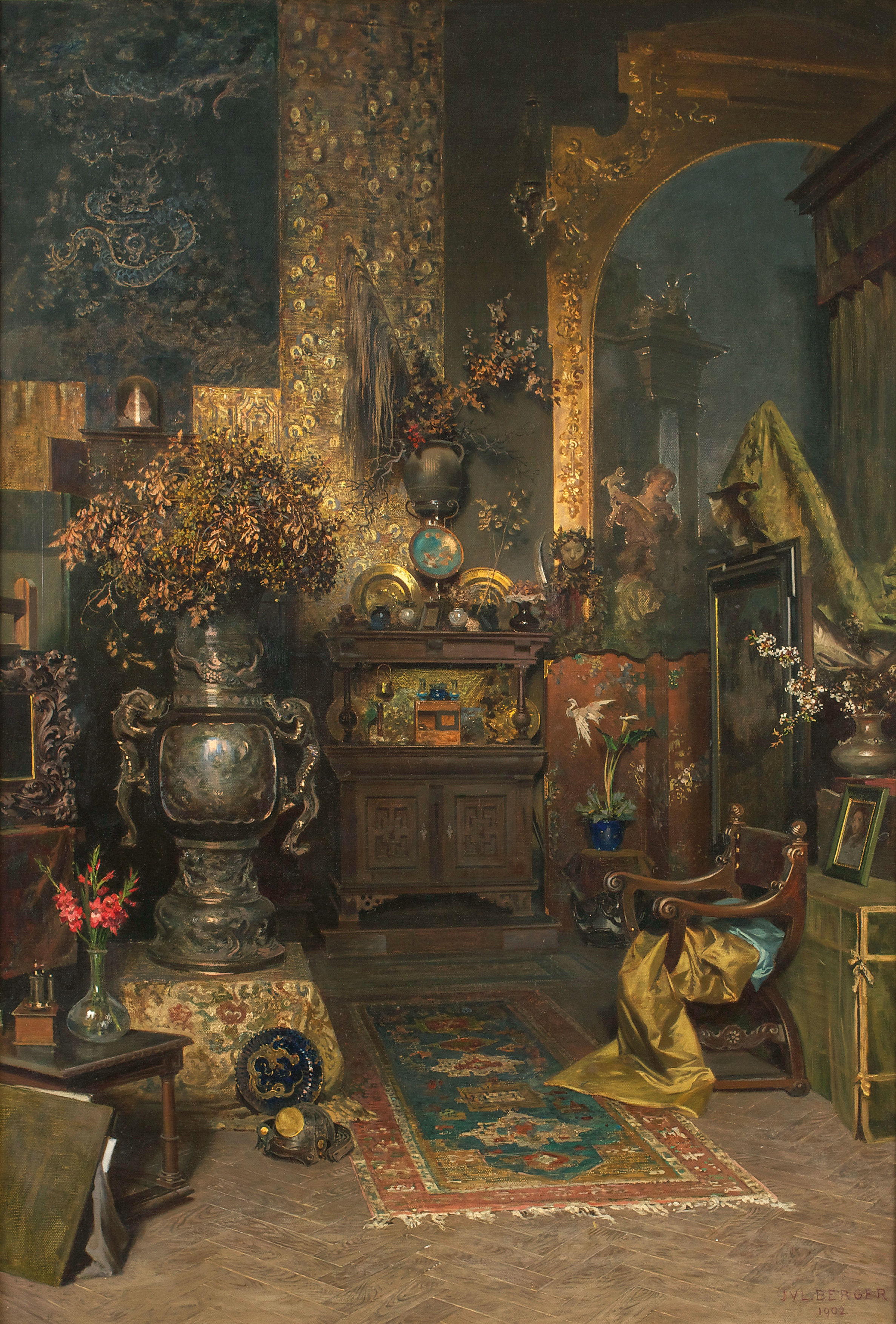
Интерьер ателье
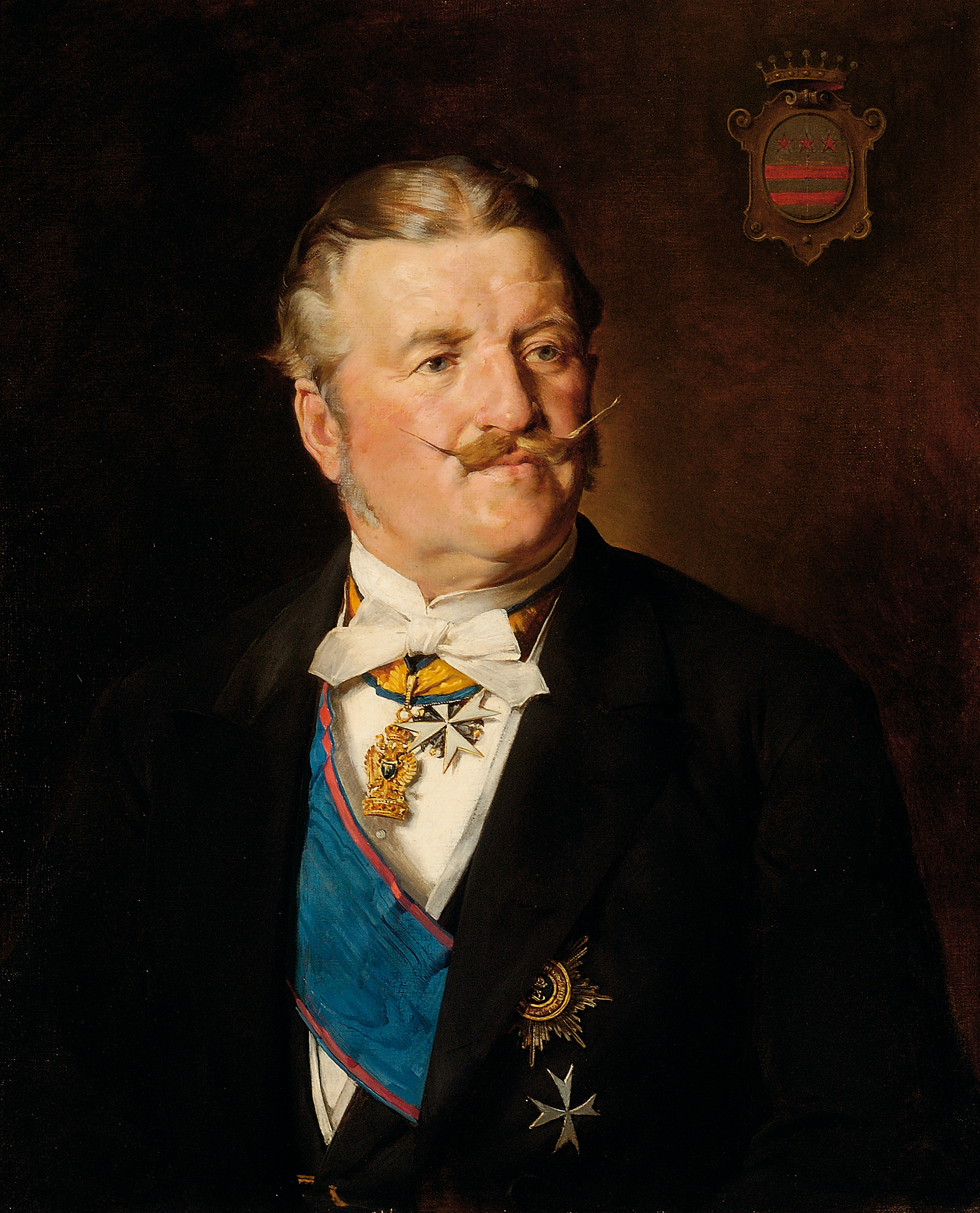
Портрет барона фон Вашингтона
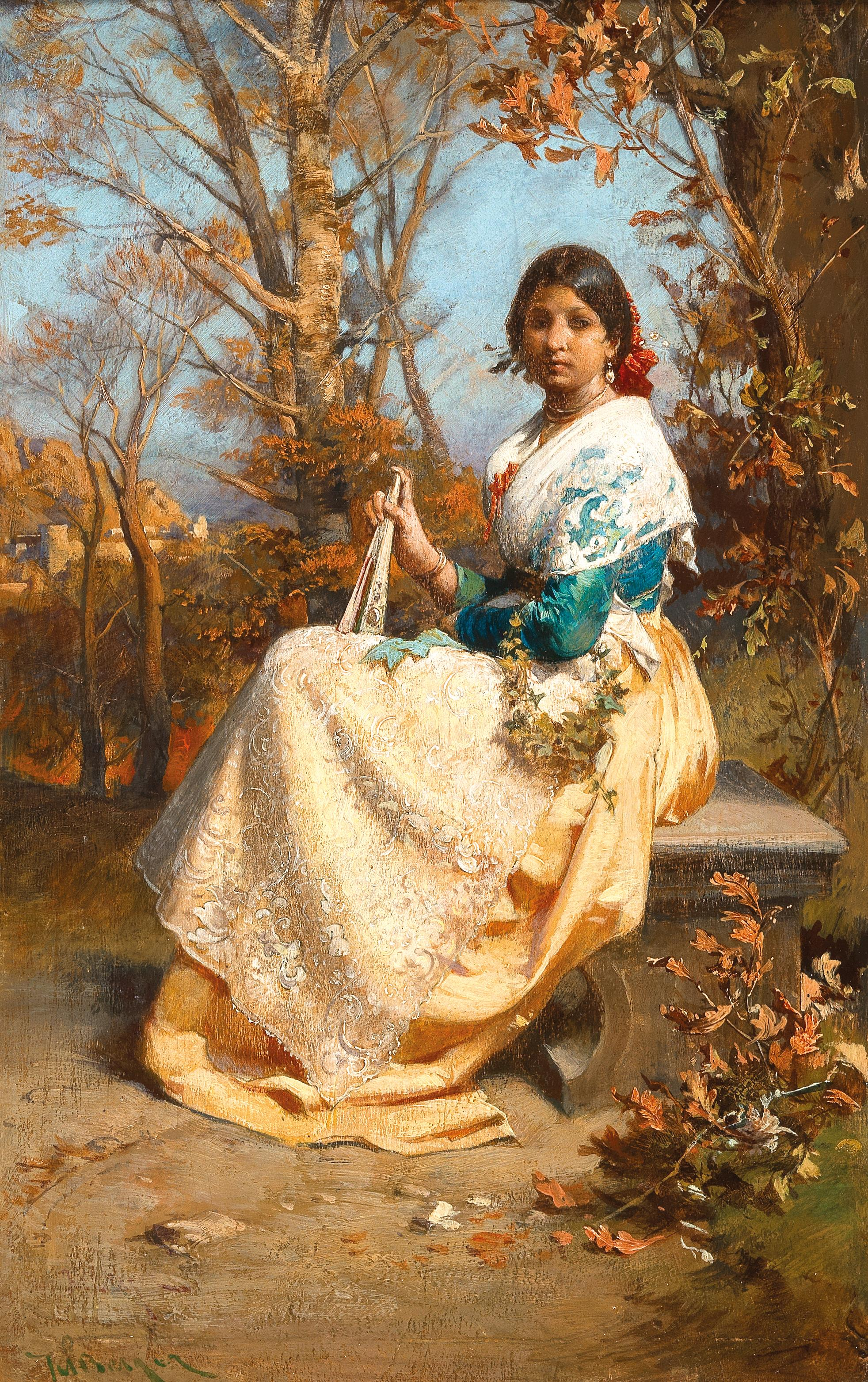
Испанская девочка с веером и венком
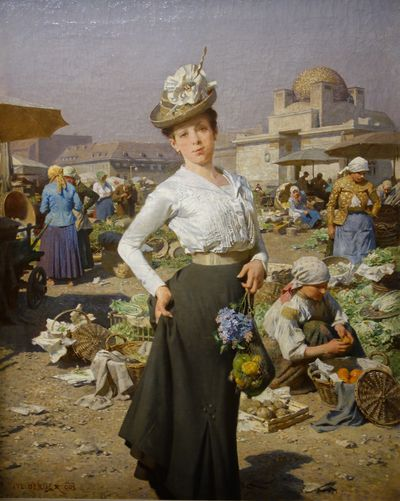
Молодая дама на фоне баб, торгующих капустой перед венским Домом Сецессиона
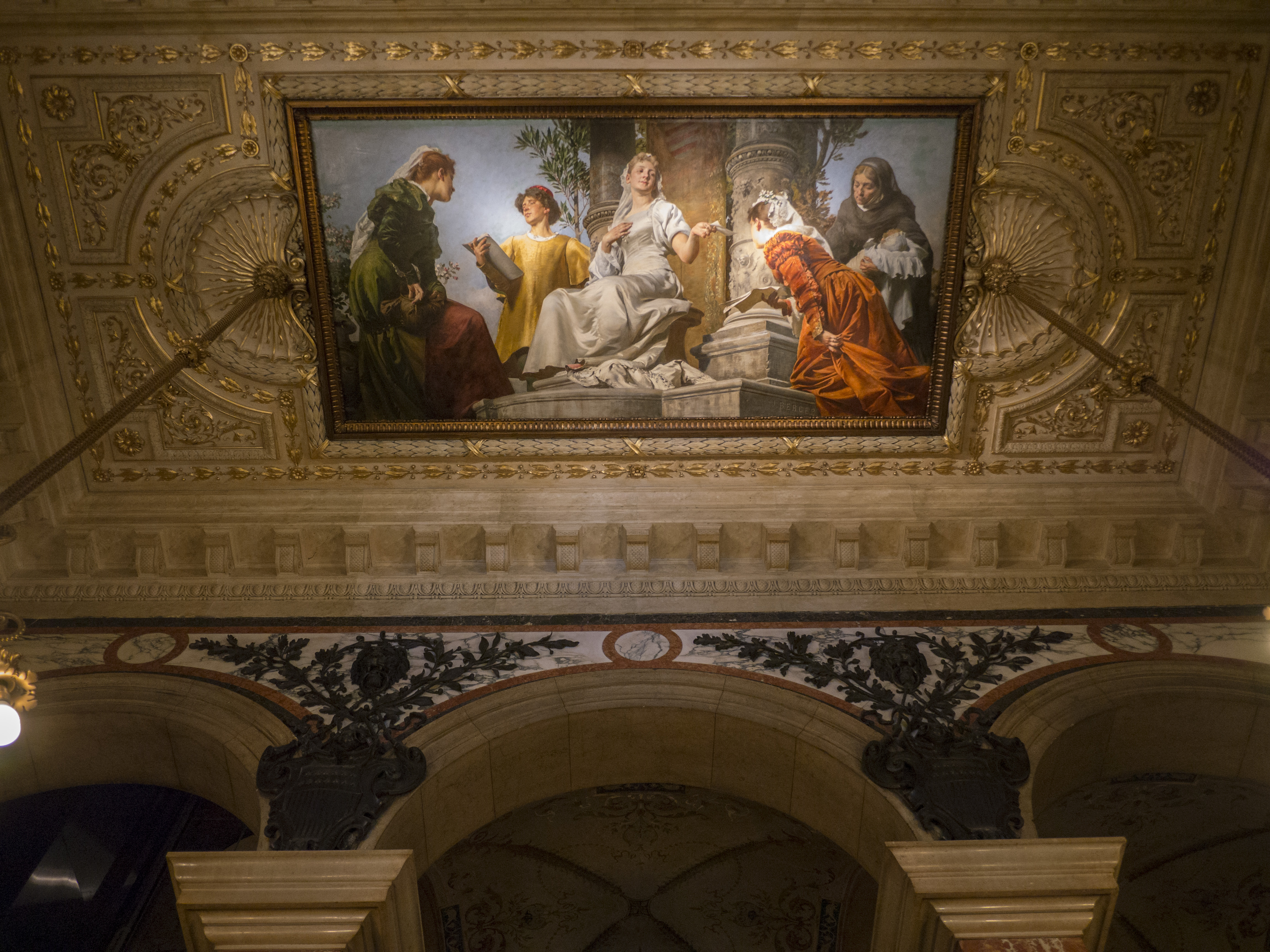
Потолочная роспись XIX зала, Венский музей истории искусств